# Tony Anthony (wrestler)
Darrell W. Anthony (Knoxville, 12 aprile 1960) è un ex wrestler statunitense, maggiormente conosciuto con il ring name "Dirty White Boy" Tony Anthony.
Lottò principalmente in federazioni facenti parte del circuito indipendente del sud degli Stati Uniti negli anni ottanta e novanta.
I periodi di maggior successo furono quelli trascorsi nella United States Wrestling Association e nella Smoky Mountain Wrestling. Anthony ebbe anche un breve stint nella World Wrestling Federation come T.L. Hopper e poi Uncle Cletus.

## Carriera

### Circuito indipendente (1980-1988)
Allenato da Steve Keirn e Ron Wright, tra il 1981 e il 1982 Anthony iniziò la carriera nel wrestling come jobber nella Mid-Atlantic Championship Wrestling. Egli vinse il primo titolo importante in coppia con Len Denton nel tag team "The Grapplers" nella American Wrestling Association. L'8 agosto 1983, i due sconfissero i The Fabulous Ones (Keirn & Stan Lane) aggiudicandosi l'AWA Southern Tag Team Championship. Dopo aver perso i titoli, i Grapplers vinsero ancora due titoli NWA Central States Tag Team Championship nel 1984.
Quando la coppia si sciolse, Anthony continuò a lottare nel circuito indipendente, alternando l'attività come lottatore singolo e tag team. Lottò in coppia con Jerry Stubbs nella Southeast Championship Wrestling dove vinse l'NWA Southeast Tag Team Championship in quattro occasioni prima che la federazione chiudesse. Passò quindi alla Continental Wrestling Federation, dove Anthony & Stubbs vinsero altri due titoli tag team. Come wrestler singolo, Anthony si aggiudicò l'NWA Alabama Heavyweight Championship per quattro volte. Egli sconfisse due volte Wendell Cooley, Brad Armstrong, e Tom Prichard. L'ultimo regno da campione di Anthony terminò quando il titolo venne ritirato nel 1988.

### United States Wrestling Association (1989-1991)
Nel 1989, Anthony sconfisse Dustin Rhodes in finale nel torneo indetto dalla United States Wrestling Association (USWA) per incoronare il primo campione USWA Southern Heavyweight. L'anno seguente, egli vinse l'USWA Tag Team Championship in tre occasioni, una volta insieme a Tom Burton e due con Doug Gilbert.

### Smoky Mountain Wrestling (1992-1995)
Nella Smoky Mountain Wrestling (SMW) Anthony lottò principalmente come wrestler singolo. Venne subito promosso al rango di "main eventer", e l'8 agosto 1992 conquistò l'SMW Heavyweight Championship sconfiggendo Brian Lee. Dopo aver ceduto il titolo a Tracy Smothers nell'aprile seguente, Anthony (con la gimmick del lottatore mascherato Mighty Yankee) vinse l'SMW Beat the Champ Television Championship nel giugno 1993. Mentre deteneva il titolo, egli sconfisse Brian Lee e riconquistò il titolo Heavyweight Championship. In seguito fu coinvolto in un angle nel quale era stato costretto (kayfabe) a rendere vacante la cintura di Television Championship dopo un certo numero di difese. La regola indicava che ogni wrestler che avesse difeso con successo il titolo per cinque volte di fila avrebbe vinto 5000 dollari, ma sarebbe stato costretto a rendererlo vacante. Il 13 settembre Anthony riconquistò la cintura battendo Robert Gibson. Il 5 luglio 1994 conquistò l'ultimo dei suoi SMW Heavyweight Championship, sconfiggendo Jake Roberts. Restò campione per più di sei mesi prima di cedere la cintura a Jerry Lawler il 28 gennaio 1995. Le performance sul ring di Anthony nel 1994 gli fecero guadagnare la 25ª posizione nella classifica di Pro Wrestling Illustrated sui migliori 500 talenti dell'anno. Anthony vinse il suo ultimo titolo nella Smoky Mountain Wrestling il 6 luglio 1995, quando in coppia con Tracy Smothers sconfisse The Dynamic Duo (Al Snow & Unabomb) conquistando l'SMW Tag Team Championship.

### World Wrestling Federation (1996-1997)
Nel 1996, Anthony debuttò nella World Wrestling Federation con la gimmick dell'idraulico T.L. Hopper. Dopo una serie di scenette che mostravano Hopper al lavoro, debuttò sul ring portandosi dietro il suo sturalavandini preferito (di nome "Betsy") con il quale infieriva sul volto degli avversari sconfitti.
Anche se non partecipò mai a nessun pay-per-view WWF, egli fece un'apparizione durante il segmento "Bikini Beach Blast-Off" dello show Free For All immediatamente precedente a SummerSlam 1996.
Dopo una breve pausa, nel settembre 1997 Anthony tornò in WWF con il ring name Uncle Cletus e con una nuova identità. Questa volta sbucò fuori dal pubblico per andare ad aiutare The Godwinns (Henry & Phineas Godwinn) nel loro match contro gli Headbangers. Cletus colpì Mosh in testa con un ferro di cavallo, permettendo a Phineas di effettuare lo schienamento vincente. Venne quindi presentato come lo zio dei Godwinns, e divenne il manager della coppia. A Badd Blood 1997, i Godwinns vinsero i titoli WWF Tag Team Championship. Il 7 ottobre, Cletus interferì in un altro match, ma questa volta la sua intromissione causò la vittoria dei Legion of Doom e la perdita delle cinture di coppia per i Godwinns. A conseguenza di ciò, Henry & Phineas attaccarono Cletus, ed egli non fu mai più rivisto nella WWF.

### Circuito indipendente (1997-2006)
Dopo aver lasciato la WWF, Anthony tornò nel Tennessee (dove era ancora molto popolare) e lottò in varie federazioni locali facenti parte del Circuito indipendente prima di ritirarsi dai combattimenti nel 2006.

## Personaggio
- Mosse finali
  - Brainbuster
  - Bucksnort Blaster (Chokeslam)[10]
- Manager
  - Kim Anthony
  - Ron Wright
  - Jimmy Hart
- Wrestler diretti
  - Justin "Hawk" Bradshaw
  - The Godwinns (Henry O. Godwinn & Phineas I. Godwinn)
- Musica d'ingresso
  - Dirty White Boy dei Foreigner

## Titoli e riconoscimenti
- American Wrestling Federation
  - AWF Heavyweight Championship (1)[11]
- Continental Wrestling Association
  - AWA Southern Tag Team Championship (1) - con Len Denton
  - CWA Southwestern Heavyweight Championship (1)

- Pro Wrestling Illustrated
  - 25º classificato nella lista dei migliori 500 wrestler singoli nei "PWI 500" del 1994[5]
  - 299º classificato nella lista dei migliori 500 wrestler singoli durante i "PWI Years" del 2003[12]

- Smoky Mountain Wrestling
  - SMW Beat the Champ Television Championship (2)
  - SMW Heavyweight Championship (3)
  - SMW Tag Team Championship (1 time) - con Tracy Smothers
  - SMW Carolina Cup Tag Team Championship (1) - con Tracy Smothers

- Southeastern Championship Wrestling / Continental Championship Wrestling / Continental Wrestling Federation
  - CWF Tag Team Championship (2) - con Jerry Stubbs
  - NWA Alabama Heavyweight Championship (4)
  - NWA Southeastern Continental Tag Team Championship (4) - con Jerry Stubbs

- Southwest Championship Wrestling
  - SCW Southwest Tag Team Championship (2) - con Len Denton

- Tennessee Mountain Wrestling
  - TMW Heavyweight Championship (2)[11]
- United Atlantic Championship Wrestling
  - UACW Heavyweight Championship (1)[11]
- United States Wrestling Association
  - USWA Southern Heavyweight Championship (1)
  - USWA World Tag Team Championship (3) - con Tom Burton (1) e Doug Gilbert (2)